# Congregatie voor de Instituten van Gewijd Leven en Gemeenschappen van Apostolisch Leven
De Congregatie voor de Instituten van Gewijd Leven en Gemeenschappen van Apostolisch Leven was een congregatie van de Romeinse Curie.
De congregatie werd opgericht in 1586 onder de naam Heilige Congregatie voor Ordebroeders. In 1601 werd de congregatie samengevoegd met de Heilige Congregatie voor Bisschoppen en Ordebroeders". In 1908 werd zij hiervan afgesplitst  onder de naam Heilige Congregatie van Religieuzen. In 1967 werd de naam gewijzigd in Heilige Congregatie voor de Religieuzen en Seculiere Instituten. Vanaf 1989 luidde de naam Congregatie voor Instituten van Gewijd Leven en voor Gemeenschappen van Apostolisch Leven
De eerste secretaris (1908) was de Belgische prelaat Henri Janssens.
Op 5 juni 2022 werd bij de invoering van de apostolische constitutie Praedicate Evangelium de structuur van de Romeinse Curie gewijzigd. De congregatie werd vanaf die datum voortgezet onder de naam dicasterie voor Instituten van Gewijd Leven en voor Gemeenschappen van Apostolisch Leven.